# Bitter Moon
Bitter Moon är en fransk-brittisk-amerikansk erotiskt romantisk thrillerfilm från 1992 i regi av Roman Polanski. Den främsta rollerna spelas av Hugh Grant, Kristin Scott Thomas, Emmanuelle Seigner och Peter Coyote. Filmen har bland annat gjort sig känd för att utforska sadomasochistiska teman. 

## Handlingen
Det brittiska paret Fiona (Kristin Scott Thomas) och Nigel Dobson (Hugh Grant) seglar till Istanbul på väg till Indien. De möter en vacker fransk kvinna (Emmanuelle Seigner) och senare hennes förlamade amerikanske make, Oscar (Peter Coyote). Sedan dras de långsamt Nigel och Fiona in i parets farliga spel.   

## Rollerna
- Hugh Grant – Nigel Dobson
- Kristin Scott Thomas – Fiona Dobson
- Emmanuelle Seigner – Micheline "Mimi" Bouvier
- Peter Coyote – Oscar Benton
- Luca Vellani – Dado
- Boris Bergman – Oscars vän
- Victor Banerjee – Mr. Singh
- Sophie Patel – Amrita Singh
- Olivia Brunaux – Cindy
- Stockard Channing – Beverly (ej krediterad)